# Béthencourt-sur-Mer
Béthencourt-sur-Mer és un municipi francès situat al departament del Somme i a la regió dels Alts de França. L'any 2007 tenia 1.048 habitants.

## Demografia

### Població

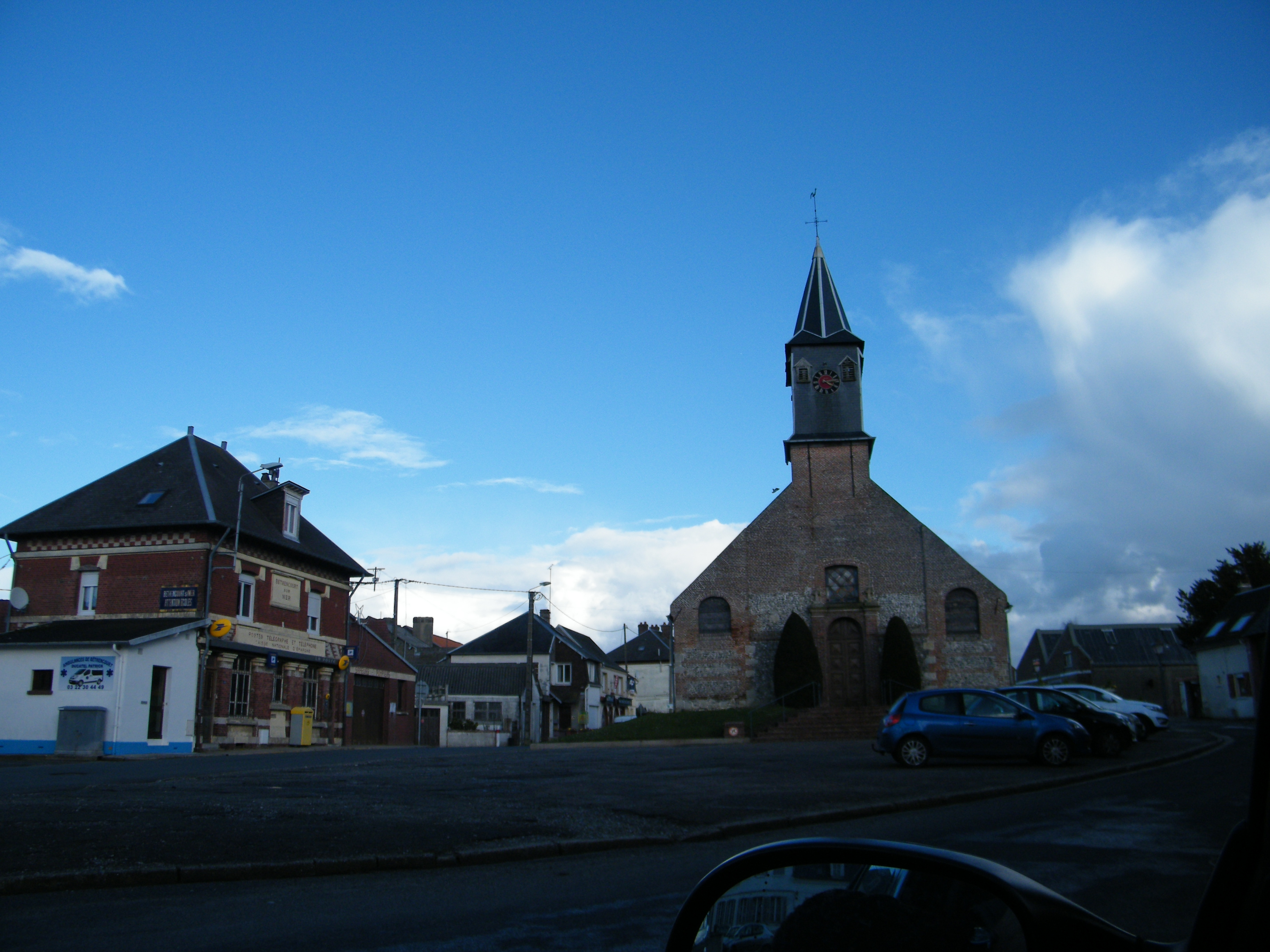

El 2007 la població de fet de Béthencourt-sur-Mer era de 1.048 persones. Hi havia 399 famílies de les quals 73 eren unipersonals (24 homes vivint sols i 49 dones vivint soles), 147 parelles sense fills, 155 parelles amb fills i 24 famílies monoparentals amb fills.
La població ha evolucionat segons el següent gràfic:
Habitants censats

### Habitatges

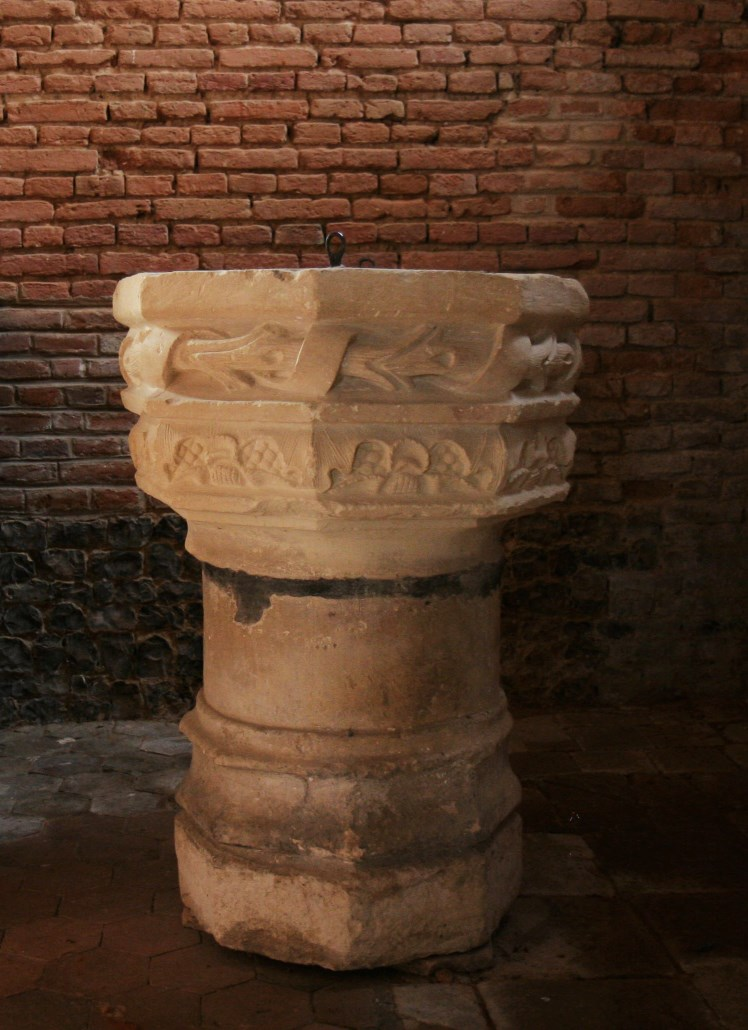

El 2007 hi havia 436 habitatges, 403 eren l'habitatge principal de la família, 13 eren segones residències i 20 estaven desocupats. 424 eren cases i 11 eren apartaments. Dels 403 habitatges principals, 288 estaven ocupats pels seus propietaris, 101 estaven llogats i ocupats pels llogaters i 14 estaven cedits a títol gratuït; 1 tenia una cambra, 22 en tenien dues, 72 en tenien tres, 108 en tenien quatre i 199 en tenien cinc o més. 253 habitatges disposaven pel capbaix d'una plaça de pàrquing. A 191 habitatges hi havia un automòbil i a 155 n'hi havia dos o més.

### Piràmide de població
La piràmide de població per edats i sexe el 2009 era:
| Homes | Edats   | Dones |
| ----- | ------- | ----- |
| 0     | 95 o +  | 0     |
| 8     | 90 a 94 | 8     |
| 4     | 85 a 89 | 20    |
| 0     | 80 a 84 | 8     |
| 12    | 75 a 79 | 12    |
| 12    | 70 a 74 | 32    |
| 32    | 65 a 69 | 20    |
| 28    | 60 a 64 | 16    |
| 28    | 55 a 59 | 40    |
| 52    | 50 a 54 | 32    |
| 28    | 45 a 49 | 40    |
| 48    | 40 a 44 | 48    |
| 32    | 35 a 39 | 44    |
| 36    | 30 a 34 | 20    |
| 32    | 25 a 29 | 52    |
| 28    | 20 a 24 | 12    |
| 36    | 15 a 19 | 32    |
| 44    | 10 a 14 | 20    |
| 40    | 5 a 9   | 36    |
| 28    | 0 a 4   | 12    |

## Economia

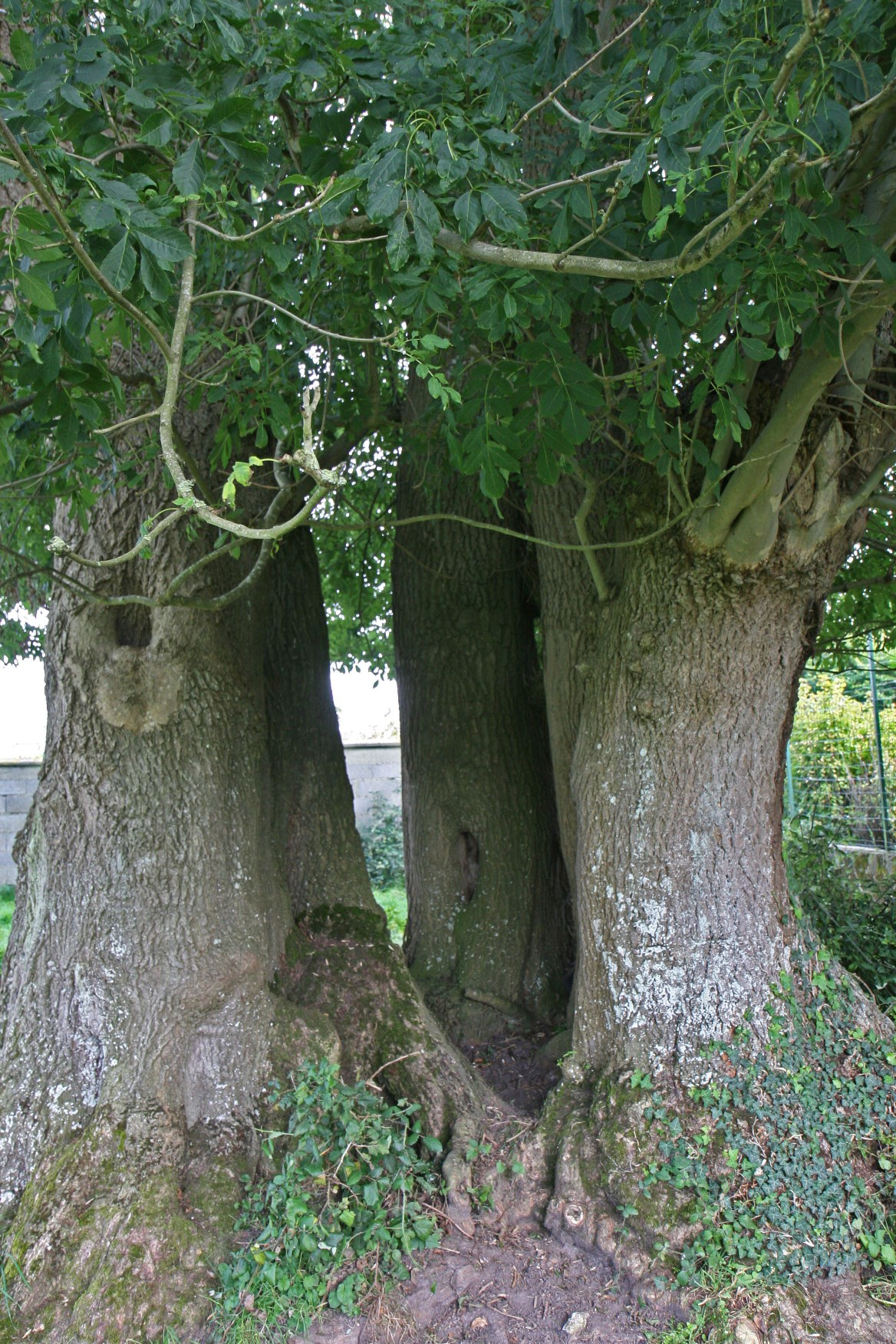
Els quatre arbres

El 2007 la població en edat de treballar era de 667 persones, 461 eren actives i 206 eren inactives. De les 461 persones actives 409 estaven ocupades (223 homes i 186 dones) i 52 estaven aturades (24 homes i 28 dones). De les 206 persones inactives 92 estaven jubilades, 49 estaven estudiant i 65 estaven classificades com a «altres inactius».

### Ingressos
El 2009 a Béthencourt-sur-Mer hi havia 391 unitats fiscals que integraven 1.013,5 persones, la mediana anual d'ingressos fiscals per persona era de 16.564 €.

### Activitats econòmiques
Dels 32 establiments que hi havia el 2007, 1 era d'una empresa extractiva, 1 d'una empresa alimentària, 3 d'empreses de fabricació de material elèctric, 9 d'empreses de fabricació d'altres productes industrials, 4 d'empreses de construcció, 4 d'empreses de comerç i reparació d'automòbils, 1 d'una empresa de transport, 1 d'una empresa d'hostatgeria i restauració, 1 d'una empresa d'informació i comunicació, 1 d'una empresa financera, 1 d'una empresa de serveis i 5 d'entitats de l'administració pública.
Dels 7 establiments de servei als particulars que hi havia el 2009, 1 era una oficina de correu, 2 tallers de reparació d'automòbils i de material agrícola, 1 lampisteria i 3 electricistes.
Dels 2 establiments comercials que hi havia el 2009, 1 era una botiga de menys de 120 m² i 1 una fleca.
L'any 2000 a Béthencourt-sur-Mer hi havia 8 explotacions agrícoles.

## Equipaments sanitaris i escolars
El 2009 hi havia 1 farmàcia i 1 ambulància.
El 2009 hi havia una escola elemental.

## Poblacions més properes
El següent diagrama mostra les poblacions més properes.